# Brachycephalus tabuleiro
Brachycephalus tabuleiro — вид жаб родини короткоголових (Brachycephalidae). Описаний у 2023 році.

## Поширення
Ендемік Бразилії. Поширений у Державному парку Серра-ду-Табулейру. Парк є найбільшим залишком атлантичного тропічного лісу на півдні Бразилії.

## Опис
Дрібна жаба. Тіло завдовжки 9,57–11,10 мм у самців, 10,88–12,70 мм у самиць. Загальне забарвлення спини оливково-зелене з жовто-помаранчевими головою, руками та ногами, вкрапленими оливково-зеленим, і помаранчевою хребетною смугою з плямами білого та коричневого кольорів; черевна частина жовто-помаранчевий з сітчастими зеленими плямами, переважно зосередженими в периферійній частині.